# Leptanilla escheri
Leptanilla escheri is een mierensoort uit de onderfamilie van de Leptanillinae. De wetenschappelijke naam van de soort is voor het eerst geldig gepubliceerd in 1948 door Kutter.